# Strumigenys ebbae
Strumigenys ebbae är en myrart som beskrevs av Auguste-Henri Forel 1905. Strumigenys ebbae ingår i släktet Strumigenys och familjen myror. Inga underarter finns listade i Catalogue of Life.